# 独龙绣球
独龙绣球（学名：Hydrangea taronensis）为绣球花科绣球属下的一个种。

## 扩展阅读
- 維基物種上的相關：独龙绣球